# Wiór tylcowy
Wiór tylcowy – wiór z jedną krawędzią zatępioną na prawie całej długości nie zbiegającą się w ostry wierzchołek.